# Sergio Scicchitano
Sergio Scicchitano (Isca sullo Ionio, 17 settembre 1955) è un avvocato italiano.

## Biografia

### Attività forense
Esperto in diritto fallimentare. Tra il 1988 ed il 2000 è nominato curatore fallimentare in decine di casi di fallimenti, molti dei quali con un attivo di svariati miliardi di lire, diventando così uno dei maggiori esperti italiani in crisi d'impresa. È stato difensore della Regione Calabria in procedimenti amministrativi davanti al Consiglio di Stato, per le cause che vedono la regione in contrapposizione allo Stato.
Molto più controversa è stata invece la sua attività professionale a favore di Vittorio Cecchi Gori. La stampa ha riferito che la Guardia di finanza ha eccepito sul fatto di aver messo in contatto il suo cliente con l'on. Di Pietro. Il fascicolo relativo a dette pressioni è finito per competenza alla procura di Perugia in quanto tra gli indagati vi è anche qualche magistrato romano. È titolare dello Studio Legale Scicchitano, la cui sede principale è a Roma, ma con altre sedi e corrispondenti in tutta Italia. Lo studio si avvale della collaborazione di due esperti in materia penale come Antonio Di Pietro (dal 2010) e Luigi Li Gotti (dal 2013).

### Incarichi giudiziari
Sergio Scicchitano è stato nominato dal Tribunale di Roma in una serie di importanti incarichi, come presidente di collegi arbitrali e liquidatore giudiziale, curatore di fallimenti di valore economico molto rilevante. Dal 2003 al 2011 è liquidatore giudiziale di Federconsorzi, il più grande crack finanziario dal dopoguerra ad oggi. È anche coadiutore giudiziario nell'amministrazione straordinaria del Gruppo Cirio.
Nel marzo 2011 assume anche un altro importante incarico: curatore fallimentare del fallimento Holding dell'Arredamento S.p.A., capofila del gruppo Aiazzone/Semeraro. Nello stesso mese la presidente della Regione Lazio solleva la questione di incarichi di arbitro, a parere della segnalante, non conformi a legge. Sempre nel 2011 è nominato difensore degli eredi esclusi dall'eredità Faac di Bologna, il cui valore viene certificato in circa un miliardo e settecentomila euro: il caso ereditario più importante d'Italia.

### Incarichi in società pubbliche
Il Presidente della Regione Lazio ha nominato, nell'aprile 2006 Scicchitano Presidente del Consiglio di Amministrazione di Lazio Service S.P.A. che è la società che gestisce i servizi regionali che si è dimesso nel giugno 2011 dopo essere stato accusato di false fatturazioni ed evasione fiscale.
Dal 20 luglio 2006 fino al 16 luglio 2009 è stato membro del Consiglio di Amministrazione dell'ANAS.

### La carriera politica
Sergio Scicchitano si è presentato alle elezioni politiche per la lista di Italia dei Valori (candidato al senato nel 2001) quando tale formazione non riusciva ad ottenere seggi. Non è risultato eletto neanche alle elezioni regionali del Lazio del 2005. Scicchitano ha ricevuto incarichi di partito ed in particolare è stato il Presidente del Collegio Nazionale dei Probiviri. Quando Antonio Di Pietro è divenuto ministro, Sergio Scicchitano ha assunto svariati incarichi di nomina pubblica o in aziende pubbliche.

### Incarichi civici
Il sindaco di Roma, Walter Veltroni lo ha nominato nell'agosto di 2002 Delegato per la tutela dei Diritti dei Consumatori e degli Utenti.
Durante tale periodo, in risposta alla lamentele di alcuni cittadini sulla scarsa copertura ADSL della capitale affermava Attenzione alla dipendenza da web, non è da sottovalutare il rischio del tecnoautismo.

### Attività di docente
- È docente presso la Scuola Forense "Vittorio Emanuele Orlando".
- Presso la Link Campus University of Malta dal 2000 è Direttore Scientifico del corso di perfezionamento post laurea in disciplina fallimentare.
  - dal 2002 insegna come docente a contratto Istituzioni di diritto privato.
  - da tre anni è docente di Diritto Fallimentare.
- Nel 2005 insegna come docente a contratto Istituzioni di Diritto Privato presso l'Università degli Studi di Novara.
- Nel febbraio 2005 ha tenuto come docente a contratto il corso di Diritto delle Procedure Concorsuali presso l'Università degli Studi di Roma "Tor Vergata".
- Nel marzo 2005 insegna come docente a contratto diritto processuale civile all'Università di Napoli presso la facoltà di Giurisprudenza.

## Opere
- Principi di Diritto Privato, edizioni Giuffrè 2005;
- Codice Civile con schemi e tabelle, edizioni Giuffrè 2005 e 2006. ISBN 978-88-14-13039-7
- Principi di Diritto Fallimentare, Eurilink 2013. ISBN 978-88-97931-13-3